# Guerra di Kalinga
La guerra di Kalinga (sanscrito: कलिङ्गयुद्धं) fu una guerra combattuta tra l'Impero Magadha sotto la dinastia Maurya di Aśoka, e lo stato di Kalinga, una repubblica feudale situato sulla costa dell'odierno stato indiano di Orissa.

## La guerra
La guerra ebbe inizio nell'ottavo anno di regno di Ashoka, probabilmente nel 261 a.C. Il padre di Ashoka, Bindusara, aveva già tentato di conquistare il Kalinga, ma era stato respinto. Dopo una sanguinosa battaglia per il trono in seguito alla morte di Bindusara, Ashoka tentò di annettere nuovamente il Kalinga. In quel tempo il re kalinga era Raja Anantha padma nabhan. Il successo di Ashoka arrivò solo dopo una feroce guerra che causò un numero incredibile di perdite umane, e le cui conseguenze cambiarono profondamente le opinioni dello stesso Ashoka in relazione alle guerre di conquista. Il mutamento fu tale che Ashoka in seguito si impegnò a non combattere più guerre. Perirono circa 100 000 civili del Kalinga, e più di 10 000 soldati di Ashoka.
La collina di Dhauli si presume possa essere stata l'area in cui fu combattuta maggiormente la guerra.

## Conseguenze
Asoka aveva visto con i propri occhi l'immane spargimento di sangue, e si sentì la causa di tali distruzioni.
La guerra spinse il sovrano Ashoka a dedicare il resto della sua vita all'Ahimsa (la non violenza) e al Dhamma Vijaya (la vittoria attraverso Dhamma). In seguito alla conquista del Kalinga, si concluse l'espansione militare dell'Impero Maurya, e l'inizio di un periodo di 40 anni di relativa pace, armonia e prosperità.
Fra i numerosi editti su pietra lasciati da Asoka, questo è in relazione alla sanguinosa guerra del Kalinga:
Re Priyadarsi, conquistato il Kalinga otto anni dopo la sua incoronazione. Centocinquanta mila sono stati deportati, centomila sono stati uccisi, e molti altri sono morti (per altre cause). Dopo che il Kalinga fu conquistato, Amato-dalle-Divinità è venuto a sentire una forte inclinazione verso il Dhamma, un amore per il Dhamma e per l'istruzione nel Dhamma. Oram Amato-dalle-Divinità sente un profondo rimorso per aver conquistato il Kalinga. Editto su roccia N.13